# Dubna (Tula)
Dubna (russisch Дубна) ist eine Siedlung städtischen Typs mit 5980 Einwohnern (Stand 14. Oktober 2010) in der Oblast Tula in Russland. Sie liegt 49 Kilometer westlich des Oblastverwaltungszentrums Tula. Dubna ist Verwaltungssitz des gleichnamigen Rajons.

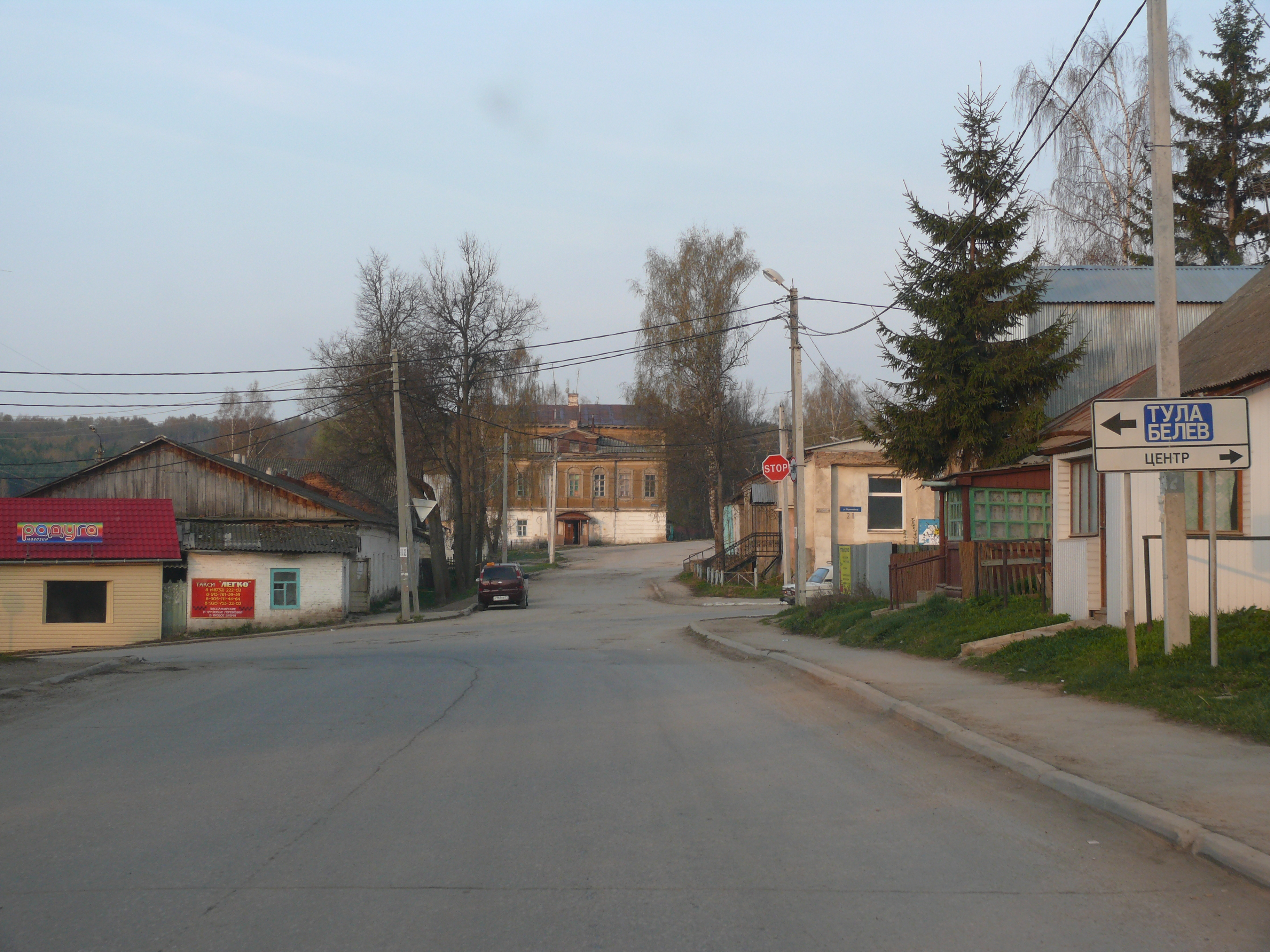
Dubna

Der Ort wurde 1740 nahe einer 1729 erbauten Eisengießerei gegründet. 1929 erhielt er den Status einer Siedlung städtischen Typs und wurde Verwaltungszentrum eines Rajons.
Bevölkerungsentwicklung
| Jahr | Einwohner |
| ---- | --------- |
| 1939 | 3760      |
| 1959 | 4870      |
| 1970 | 5087      |
| 1979 | 5550      |
| 1989 | 6199      |
| 2002 | 6194      |
| 2010 | 5980      |

Anmerkung: Volkszählungsdaten